# Idaea cubitata
Idaea cubitata là một loài bướm đêm trong họ Geometridae.